# L'Ohè
L'Ohé è stato un periodico satirico fondato a Cosenza dal poeta Michele De Marco.
Fu pubblicato dal 1 febbraio 1924 al 12 gennaio 1925, data in cui il regime fascista gli impose la chiusura. Riprese la produzione nel 1946.
Il giornale operò nel periodo più critico e burrascoso dell'ascesa fascista, negli anni cioè della sua "fase legalitaria". Mediante la satira Ciardullo esprimeva un'esigenza di libertà, una libertà da promuovere con sguardo democratico, e dunque da rivolgere a chiunque, indistintamente.